# كارلوس رينيه سانشيز جيل
كارلوس رينيه سانشيز جيل (بالإسبانية: Carlos René Sánchez Gil)‏ هو سياسي مكسيكي، ولد في 26 سبتمبر 1958 في ولاية خاليسكو في المكسيك. حزبياً، نشط في حزب العمل الوطني. وقد انتخب عضو مجلس النواب المكسيك.